# Cedrick Banks
Cedrick Banks (Chicago, 16 dicembre 1981) è un ex cestista statunitense.

## Palmarès

### Squadra
- Coppa di Francia: 1

Orléanaise: 2009-2010

### Individuale
- USBL All-Rookie Team (2005)